# Olvera Street
Olvera Street, Carrer Olvera en català. Districte que conté una Plaça al centre de Los Angeles, Califòrnia, EUA i és coneguda com el lloc de naixença de la ciutat. El seu estil és semblant a les Plazuelas de Sonora, Mèxic. El carreró unit a la plaça va començar com un carrer anomenat Wine Street (Carrer del Vi), va ser estesa i reanomenada Olvera en honor d'un Jutge local que es deia Augustín Olvera, el 1877.
Al voltant del carrer Olvera hi ha 27 edificis o cases reconeguts com a llocs històrics pels Estats Units, incloent-hi la Casa Adobe Avila, Casa Pelanconi, la Casa Pio Pico i la Casa Sepúlveda. El 1930 el carrer va ser tancat i convertit en un vistós mercat. Actualment la plaça és usada per la ciutat i la comunitat hispana per a celebracions i esdeveniments musicals i de ball, com les celebracions del 5 de maig.